# チエミとともに
『チエミとともに』は、1967年10月6日から同年10月27日までTBS系列局で放送されていたTBS製作の音楽番組である。全4回。放送時間は毎週金曜 21:00 - 21:30 （日本標準時）。

## 概要
江利チエミによるワンマンショーで、同じく江利主演のテレビドラマ『ちょっとまってパパ』が始まるまでのつなぎ番組として放送されていた。三部構成で、「ポピュラーコーナー」では江利が一連のポピュラーソングを歌い、「ホット・ホット・コーナー」では1967年当時の新曲やヒット曲を紹介。そして「ゲストコーナー」では人気スターとの顔合わせを行っていた。ゲストは高島忠夫、宝田明、ザ・スパイダースなど。